# The Great American Bash 2008
The Great American Bash 2008 was een professioneel worstel-pay-per-viewevenement dat geproduceerd werd door World Wrestling Entertainment. Dit evenement was de vijfde editie van The Great American Bash en vond plaats in de Nassau Veterans Memorial Coliseum in Uniondale (New York) op 20 juli 2008.
De belangrijkste gebeurtenis was een match tussen de kampioen Triple H en Edge voor de WWE Championship.

## Matchen
| Nr.                                                                          | Match | Winnaar(s)                      |
| ---------------------------------------------------------------------------- | --- | ------------------------------- |
| -                                                                            | Umaga vs. Mr. Kennedy in een een-op-eenmatch | Umaga                           |
| 1                                                                            | John Morrison en The Miz (c) vs. Curt Hawkins en Zack Ryder vs. Jesse en Festus vs. Dave Finlay & Hornswoggle in een Fatal Four-Way match voor het WWE Tag Team Championship | Curt Hawkins en Zack Ryder (nc) |
| 2                                                                            | Matt Hardy (c) vs. Shelton Benjamin in een een-op-eenmatch voor het WWE United States Championship                                                                           | Shelton Benjamin (nc)           |
| 3                                                                            | Mark Henry (c) (met Tony Atlas) vs. Tommy Dreamer (met Colin Delaney) in een een-op-eenmatch voor het ECW Championship                                                       | Mark Henry (c)                  |
| 4                                                                            | Shawn Michaels vs. Chris Jericho in een een-op-eenmatch | Chris Jericho                   |
| 5                                                                            | Michelle McCool vs. Natalya in een een-op-eenmatch voor het nieuwe WWE Divas Championship                                                                                    | Michelle McCool (nc)            |
| 6                                                                            | CM Punk (c) vs. Batista in een een-op-eenmatch voor het World Heavyweight Championship                                                                                       | CM Punk (c)                     |
| 7                                                                            | John Cena vs. John "Bradshaw" Layfield in een Parking Lot Brawl in New York                                                                                                  | John "Bradshaw" Layfield        |
| 8                                                                            | Triple H (c) vs. Edge in een een-op-eenmatch voor het WWE Championship | Triple H (c)                    |
| (c) huidige kampioen voor en na de match \| (nc) nieuwe kampioen na de match | |                                 |